# XTバス

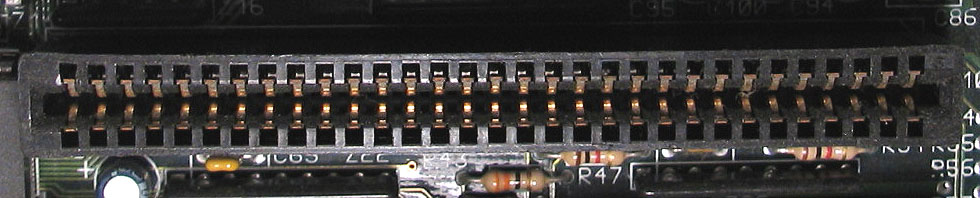
XTバス

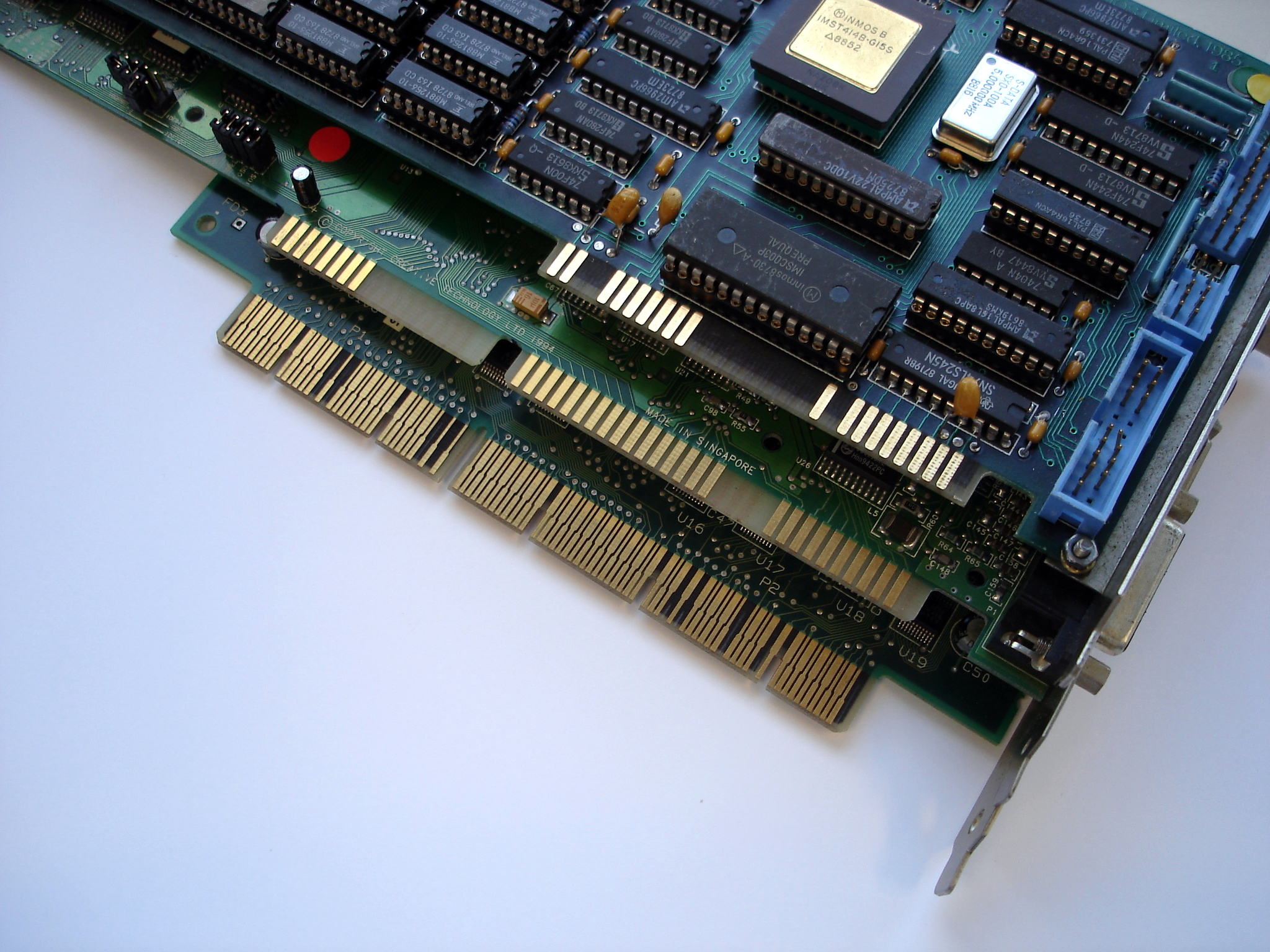
XTバスのカード(上)。上から順に XTバス, ISA 16ビット, EISA

XTバスのピン配置

XTバス（エックスティー バス、XT bus architecture）は、1981年発売のIBM PC 及び、1983年発売の PC XT に搭載された、8ビットバスである。
XTバスは8つの割り込みチャネル(IRQ)を持ち、そのうち6つが拡張スロットに引き出されている。また、4つのDMAチャネルを持ち、うち3つが引き出されている。
XTバスを更に16ビットに追加拡張したATバス（ISA、Industry Standard Architecture） とは下位互換性を持ち、共存もできるため、1990年代のISAバス搭載マシンにも搭載されていた。「8ビットISA」とも呼ばれる。なお1987年発売のIBM PS/2モデル25/30もXTバスである。
| 割り込み チャネル | 拡張スロット | 標準で割り当てられた機能       |
| ----------------- | ------------ | ------------------------------ |
| 0                 | 無           | インターバルタイマ             |
| 1                 | 無           | キーボード                     |
| 2                 | 有           | 汎用（拡張カード用）           |
| 3                 | 有           | シリアルポート(COM2)           |
| 4                 | 有           | シリアルポート(COM1)           |
| 5                 | 有           | 汎用（拡張カード用）           |
| 6                 | 有           | フロッピーディスクコントローラ |
| 7                 | 有           | パラレルポート                 |

| DMA チャネル | 拡張スロット | 標準で割り当てられた機能       |
| ------------ | ------------ | ------------------------------ |
| 0            | 無           | DRAMリフレッシュ               |
| 1            | 有           | 汎用（拡張カード用）           |
| 2            | 有           | フロッピーディスクコントローラ |
| 3            | 有           | ハードディスクコントローラ     |